# Michael Hogan
Michael Hogan (Kirkland Lake, 13 marzo 1949) è un attore canadese.
È conosciuto principalmente per il ruolo del detective Tony Logozzo nelle prime due stagioni della serie televisiva Cold Squad - Squadra casi archiviati e quello del colonnello Saul Tigh in Battlestar Galactica.

## Carriera
La carriera dell'attore iniziò nel 1978, anno in cui recitò in un piccolo ruolo nel film Truck Drivers con Peter Fonda. Due anni dopo partecipò per la prima volta ad una serie televisiva recitando in un episodio de L'amico Gipsy e recitò nel film Jack London Story diretto da Peter Carter. Da quel momento in poi iniziò ad apparire in numerose produzioni sia cinematografiche che televisive.
Nel 1985 ottenne uno dei suoi primi ruoli importanti, recitò infatti nel ruolo di Billy nel film per bambini The Peanut Butter Solution diretto da Michael Rubbo e l'anno successivo ottenne il ruolo ricorrente di Robert Besker nella serie televisiva The Little Vampire, durante le cui riprese conobbe sua moglie Susan Hogan. Dopo essere apparso, spesso come guest star, in numerose serie televisive tra cui Ai confini della realtà, Street Legal, E.N.G. - Presa diretta, La guerra dei mondi, Oltre la realtà, Io volerò via, Kung Fu: la leggenda continua, Millennium, Oltre i limiti e Due poliziotti a Chicago e in alcuni film come Stella (1990), Vincere insieme (1992) e L'uomo in uniforme (1993), nel 1998 ottenne uno dei ruoli per cui è maggiormente conosciuto dal grande pubblico, ossia quello del detective Tony Logozzo della serie televisiva Cold Squad - Squadra casi archiviati. Dopo essere apparso nelle prime due stagioni della serie per un totale di ventiquattro episodi, il suo personaggio venne sostituito da Frank Coscarella, interpretato da Stephen McHattie, e l'attore dovette quindi lasciare la serie.
Terminata l'esperienza in Cold Squad, Hogan continuò a recitare in film e serie televisive, finché nel 2003 entrò a far parte del cast principale della miniserie televisiva Battlestar Galactica nel ruolo del colonnello Saul Tigh. Grazie al successo ottenuto dalla miniserie, nel 2004 Sci Fi Channel decise di produrre una vera e propria serie televisiva, che terminò nel 2009 dopo quattro stagioni prodotte. L'attore continuò a recitare nel ruolo di Saul Tigh per tutte e quattro le stagioni, apparendo in sessantanove dei settantatré episodi prodotti. Oltre che nella serie principale, Michael Hogan ha recitato in questo ruolo anche nelle webserie Battlestar Galactica: The Resistance (2006) e Battlestar Galactica: The Face of the Enemy (2008-2009), nel film per la televisione Battlestar Galactica: Razor (2007) e nel film direct-to-video Battlestar Galactica: The Plan (2009). Oltre a recitare nel franchise di Battlestar Galactica in quegli anni recitò anche in alcuni episodi di The L Word e nel film Ultimatum alla Terra diretto da Scott Derrickson.
Al termine di Battlestar Galactica l'attore recitò in alcuni episodi delle serie televisive Warehouse 13, Numb3rs, Psych, Smallville, Supernatural, Fairly Legal, Arctic Air, The Mentalist, e Cult e nei film Hunt to Kill (2010) e Cappuccetto rosso sangue  (2011).
Dal 2011 è entrato a far parte del cast ricorrente della serie televisiva Teen Wolf, nel ruolo di Gerard, nonno di Allison Argent e ultima nemesi di Scott McCall.
Hogan ha avuto anche alcune esperienze come doppiatore: ha doppiato il personaggio del capitano Armando Bailey nei videogiochi Mass Effect 2 e Mass Effect 3 e a prestato la sua voce ai personaggi di Doc Mitchell in Fallout: New Vegas e del generale Tullius in The Elder Scrolls V: Skyrim.

## Filmografia parziale

### Attore

#### Cinema
- Truck Drivers (High-Ballin), regia di Peter Carter (1978)
- Jack London Story (Klondike Fever), regia di Peter Carter (1980)
- The Peanut Butter Solution, regia di Michael Rubbo (1985)
- Stella, regia di John Erman (1990)
- Vincere insieme (The Cutting Edge), regia di Paul Michael Glaser (1992)
- L'uomo in uniforme (I Love a Man in Uniform), regia di David Wellington (1993)
- Ultimatum alla Terra (The Day the Earth Stood Still), regia di Scott Derrickson (2008)
- Hunt to Kill, regia di Keoni Waxman (2010)
- Cappuccetto rosso sangue (Red Riding Hood), regia di Catherine Hardwicke (2011)
- The Devil Has a Name, regia di Edward James Olmos (2019)
- Sonic - Il film (Sonic the Hedgehog), regia di Jeff Fowler (2020)

#### Televisione
- L'amico Gipsy (The Littlest Hobo) – serie TV, episodi 1x17-4x02-6x06 (1980-1984)
- The Little Vampire – serie TV, 6 episodi (1986-1987)
- Ai confini della realtà (The Twilight Zone) – serie TV, episodio 3x04 (1988)
- Street Legal – serie TV, episodi 3x01-5x16-6x01 (1988-1991)
- E.N.G. - Presa diretta (E.N.G.) – serie TV, episodi 1x01-1x02 (1989)
- La guerra dei mondi (War of the Worlds) – serie TV, episodio 2x19 (1990)
- Io volerò via (I'll Fly Away) – serie TV, episodio 2x02 (1992)
- Matrix – serie TV, episodio 1x10 (1993)
- Kung Fu: la leggenda continua – serie TV, episodio 2x13 (1994)
- Millennium – serie TV, episodio 1x10 (1997)
- Two – serie TV, episodio 1x14 (1997)
- Oltre i limiti (The Outer Limits) – serie TV, episodio 3x04 (1997)
- Due South - Due poliziotti a Chicago (Due South) – serie TV, episodio 4x07 (1998)
- Cold Squad - Squadra casi archiviati (Cold Squad) – serie TV, 24 episodi (1998-1999)
- Pianeta Terra - Cronaca di un'invasione (Earth: Final Conflict) – serie TV, episodio 3x19 (2000)
- Detective Monk (Monk) – serie TV, episodi 1x01-1x02 (2002)
- Andromeda – serie TV, episodio 3x07 (2002)
- Battlestar Galactica, regia di Michael Rymer – miniserie TV (2003) – Saul Tigh
- Battlestar Galactica – serie TV, 70 episodi (2004-2009) – Saul Tigh
- The L Word – serie TV, 4 episodi (2004-2006)
- Blue Murder – serie TV, episodio 4x10 (2004)
- Battlestar Galactica: The Resistance – webserie, 6 webisodi (2006) – Saul Tigh
- Battlestar Galactica: Razor, regia di Félix Enríquez Alcalá – film TV (2007) – Saul Tigh
- Battlestar Galactica: The Face of the Enemy – webserie, 3 webisodi (2008-2009) – Saul Tigh
- Battlestar Galactica: The Plan, regia di Edward James Olmos - film TV (2009) – Saul Tigh
- Warehouse 13 – serie TV, episodio 1x11 (2009)
- Numb3rs – serie TV, episodio 6x10 (2009)
- Psych – serie TV, episodio 4x15 (2010)
- Smallville – serie TV, episodio 10x09-10x11 (2010)
- Heartland – serie TV, episodio 5x03 (2011)
- Supernatural – serie TV, episodio 7x06 (2011)
- Snowmageddon - Disastri di Natale (Snowmageddon), regia di Sheldon Wilson – film TV (2011)
- Fairly Legal – serie TV, episodio 2x01 (2012)
- Teen Wolf – serie TV, 24 episodi (2012-2017)
- Arctic Air – serie TV, 4 episodi (2012-2013)
- The Mentalist – serie TV, episodio 5x22 (2013)
- Falling Skies – serie TV, episodio 3x04 (2013)
- Cult – serie TV, episodio 1x11 (2013)
- The Tomorrow People – serie TV, episodi 1x21-1x22 (2014)
- Seguendo una stella (The Christmas Secret), regia di Norma Bailey – film TV (2014)
- Fargo – serie TV, 6 episodi (2015)
- L'uomo nell'alto castello (The Man in the High Castle) – serie TV, 4 episodi (2016-2018)
- L'esercito delle 12 scimmie (12 Monkeys) – serie TV, 6 episodi (2016)
- Zoo – serie TV, 7 episodi (2017)
- No Easy Days – serie TV, 8 episodi (2018)

### Doppiatore
- Mass Effect 2 – videogioco (2010)
- Fallout: New Vegas – videogioco (2010)
- The Elder Scrolls V: Skyrim – videogioco (2011)
- Mass Effect 3 – videogioco (2012)

## Doppiatori italiani
Nelle versioni in italiano delle opere in cui ha recitato, Michael Hogan è stato doppiato da:
- Ennio Coltorti in Cappuccetto rosso sangue, Teen Wolf, Criminal Minds
- Silvio Anselmo in The L Word, Snowmageddon - Disastri di Natale
- Dario Penne in Detective Monk (episodio pilota edizione DVD), Fargo
- Glauco Onorato in Millennium
- Sergio Di Giulio in Cold Squad - Squadra casi archiviati
- Carlo Reali in Detective Monk
- Massimo Milazzo in Battlestar Galactica
- Gerolamo Alchieri in The Mentalist
- Pasquale Anselmo in Smallville
- Pietro Biondi in Supernatural
- Daniele Valenti in Falling Skies
- Gianni Giuliano in L'uomo nell'alto castello
- Stefano De Sando in Sonic - Il film

Da doppiatore è stato sostituito da:
- Aldo Stella in Mass Effect 2, Mass Effect 3